# Ligne de tramway 60 (SNCV Groupe de Liège)
La ligne 60 est une ancienne ligne du tramway vicinal de Liège de la Société nationale des chemins de fer vicinaux (SNCV) qui reliait Liège à Jupille-sur-Meuse.

## Histoire
1910 : création d'un service urbain électrique (sous l'indice 41) sur la ligne Liège - Fouron entre la place Saint-Lambert à Liège et Jupille Usines Lochet par électrification de la section Liège Église Saint-Pholien - Jupille Usines Lochet et création d'une nouvelle section entre l'église Saint-Pholien et la place Saint-Lambert; capital 73.
1914-1919 : destruction du pont des Arches (fait de guerre), terminus reporté boulevard Saucy.
vers 1920 : attribution de l'indice J.
1928-1930 : reconstruction du pont des Arches, terminus reporté boulevard Saucy.
1931 : attribution de l'indice 60.
1940-1947 : destruction du pont des Arches (fait de guerre), terminus reporté boulevard Saucy.
2 octobre 1955 : suppression, remplacement par une ligne d'autobus sous le même indice.

## Exploitation

### Horaires
Tableaux : 469 (1931), numéro de tableau partagé entre les lignes 60, 466A et 466B.